# (3975) Verdi
(3975) Verdi és un petit asteroide del cinturó principal d'asteroides. Va ser descobert el 1982 per Freimut Börngen. El seu nom ve donat en honor de Giuseppe Verdi.